# Виґанув (Великопольське воєводство)
Виґанув (пол. Wyganów) — село в Польщі, у гміні Кобилін Кротошинського повіту Великопольського воєводства.
Населення — 202 особи (2011).
У 1975-1998 роках село належало до Лешненського воєводства.

## Демографія
Демографічна структура станом на 31 березня 2011 року:
|          | Загалом | Допрацездатний вік | Працездатний вік | Постпрацездатний вік |
| -------- | ------- | ------------------ | ---------------- | -------------------- |
| Чоловіки | 97      | 25                 | 63               | 9                    |
| Жінки    | 105     | 24                 | 58               | 23                   |
| Разом    | 202     | 49                 | 121              | 32                   |